# 제프 롤
제프 롤(Jeff Rawle, 1951년 7월 20일 ~ )는 잉글랜드의 배우이다.

## 출연 작품
- 해리포터와 불의 잔